# Louis Dutfoy
Louis Charles Marie Dutfoy (Marsella, 12 de gener de 1860 – Marsella, 7 d'agost de 1904) va ser un tirador francès que va competir cavall del segle xix i el segle xx. El 1900 va prendre part en els Jocs Olímpics de París, on guanyà una medalla de plata en la prova de pistola militar per equips. En la prova Individual fou cinquè.